# Heinz Becker (Mediziner)

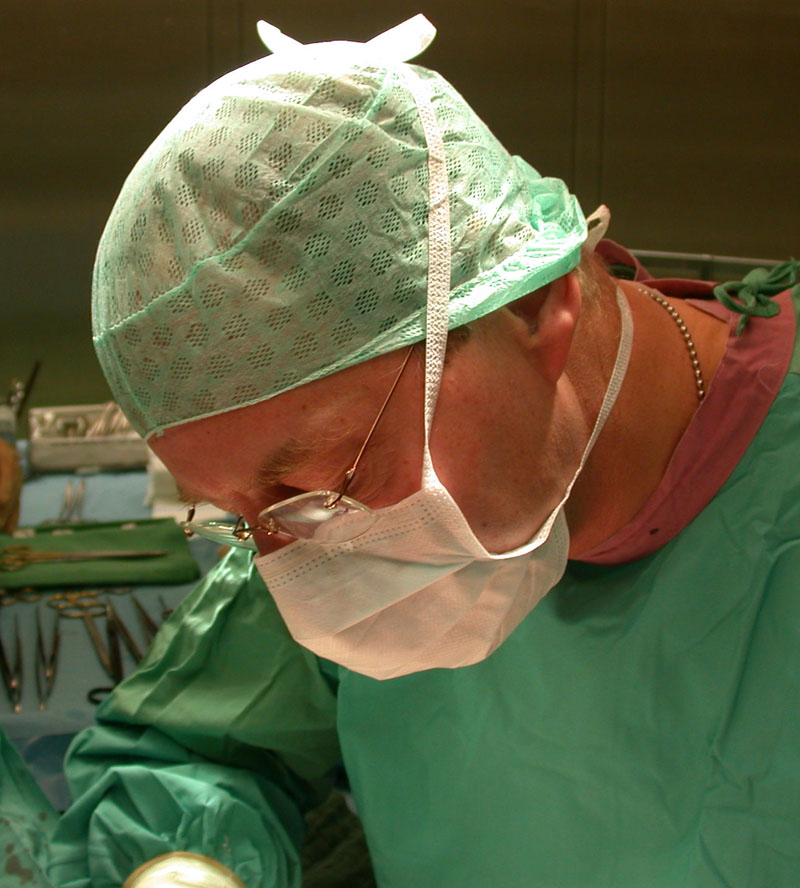
Heinz Becker, vor 2009

Heinz Becker (* 4. März 1948 in Magdeburg; † 6. September 2014 in Göttingen) war ein deutscher Chirurg. Er war Lehrstuhlinhaber für Allgemein- und Viszeralchirurgie an der Universitätsmedizin der Georg-August-Universität Göttingen. Zu seinen Schwerpunkten zählten die chirurgische und interdisziplinäre Behandlung des Pankreaskarzinoms, des Rektumkarzinoms und der Schilddrüsenerkrankungen.

## Leben
Becker war Sohn des chirurgischen Ordinarius Theo Becker und dessen Ehefrau Helga geborener Schauwinhold. Er verbrachte seine Kindheit in Magdeburg, Bernburg, Halle (Saale) und Leipzig. Zunächst begann er auf Anraten seines Vaters ein Physikstudium an der Universität Rostock. 1968 ging Becker in den Westen. Von 1969 bis 1974 studierte er an der Friedrich-Alexander-Universität Erlangen, der Heinrich-Heine-Universität Düsseldorf, der Christian-Albrechts-Universität zu Kiel und der Rheinischen Friedrich-Wilhelms-Universität Bonn Medizin. 1974 bestand er das Staatsexamen.
Becker begann zunächst als Medizinalassistent in der Inneren Medizin der Universität Bonn, wechselte dann an die Universität Heidelberg, wo er in der Chirurgie von Fritz Linder ausgebildet wurde. Von September 1978 bis Ende 1979 verbrachte er eine Forschungszeit an der University of California, Los Angeles (UCLA). Neben der Facharztanerkennung als Chirurg erwarb Becker die Zusatzbezeichnung Gefäßchirurgie. Im Jahr 1984 habilitierte er sich. Zwei Jahre später folgte Becker Hans-Dietrich Röher nach Düsseldorf. Am 1. August 1994 übernahm Becker als Nachfolger von Hans-Jürgen Peiper den Lehrstuhl für Allgemein- und Viszeralchirurgie an der Universität Göttingen. Aufgrund einer Erkrankung übergab er am 2. April 2012 die Stelle als Leiter der Abteilung (W3-Professur) ohne Ausschreibung an seinen Nachfolger Michael Ghadimi.
Becker veröffentlichte zahlreiche wissenschaftliche Artikel und Buchbeiträge. Er war Gründungsmitglied der Deutschen Gesellschaft für Viszeralchirurgie. Bis Anfang 2008 war er Herausgeber der Zeitschrift Viszeralchirurgie (Thieme Verlag). Er veranstaltete u. a. in mehrjährigen Abständen die Göttinger Laparoskopietage, deren Organisation er von seinem Vorgänger Hans-Jürgen Peiper übernommen hatte. Ab 2007 war er der Sprecher der interdisziplinären Klinischen Forschergruppe 179 Biological Basis of Individual Tumour Response in Patients with Rectal Cancer. 2011 erhielt er die Rudolf-Nissen-Medaille der Deutschen Gesellschaft für Allgemein- und Viszeralchirurgie. 2013 wurde er zum Ehrenmitglied der Deutschen Gesellschaft für Radioonkologie (DEGRO) ernannt.
Ab 1977 war Becker verheiratet mit Marion geb. Bayer. Er hatte vier Töchter.

## Veröffentlichungen
- mit P. M. Markus (Hrsg.): Allgemein- und Viszeralchirurgie. 3. Auflage. Elsevier, Urban & Fischer, München 2015, ISBN 978-3-437-24705-7.
- Onkologische Porträts: Operationen und Aquarelle. Huber, Bern 2015, ISBN 978-3-456-85442-7.